# 金城武
金城武（日语：／ Kaneshiro Takeshi，琉球語：／ ，暱稱“Aniki”；1973年10月11日—），出生於台灣的日本籍男演员、歌手。

## 生平
父親為日本沖繩人，母親為台灣人。曾分別就讀台北市日僑學校與台北美國學校。由於金城武出生於11日，十一合起來便是士，因此父親為其取名為武，合起來就是武士。
幼年就讀台北市私立雙連幼稚園時與蘇有朋為同屆不同班同學。
年少時，金城武因想買摩托車而答應拍攝廣告，踏入演藝圈。早期曾和劉若英一同擔任歌手陳昇的錄音室製作助理，並一邊學習音樂製作的相關知識。
1991年，華視八點檔第一部台灣的電視劇《草地狀元》配角演出，並陸續拍攝廣告、發行唱片等，並踏入電影圈拍攝王家衛與朱延平等多位導演的電影。金城武在當時與林志穎、吳奇隆及蘇有朋等人並稱「台灣四小天王」，展開演歌雙棲之路線。
1998年，金城武將演藝重心轉移至戲劇，同年，接演日本富士電視臺的日劇《神啊！請多給我一點時間》，劇中冷酷的音樂製作人一角，使其獲得日本第18屆日劇學院賞最佳男主角獎，而此劇亦在日本及其他亞洲地區引起廣泛討論。
2000年後，金城武與不少知名導演合作，如張藝謀、陳可辛、劉偉強、吳宇森等，使其演藝實力獲得廣泛肯定。因金城武會多種語言（日語、國語、台語、粵語、英語等），使演藝範圍涵蓋全亞洲。
2014年，与導演吴宇森首次合作《赤壁》後，第二次合作电影《太平轮》。
2025年預計上映電影《風林火山》，同片演員有梁家輝、古天樂、劉青雲、高圓圓、姜珮瑤、衛詩雅。
為人非常低調，近年極少出席公開場合。

## 演出作品

### 電影
| 年份   | 電影名稱              | 角色               | 香港票房      |
| 1993年 | 《現代豪俠傳》        | 長空               | HK$5,237,274  |
| 1994年 | 《沉默的姑娘》        | 古柏奇             | HK$3,855,431  |
| 1994年 | 《人魚傳說》          | Kenji              | HK$3,250,291  |
| 1994年 | 《重慶森林》          | 223（警察）/何志武 | HK$7,678,549  |
| 1994年 | 《報告班長3》         | 金鐵生             | HK$374,342    |
| 1995年 | 《校園敢死隊》        | 老鷹               | HK$271,776    |
| 1995年 | 《墮落天使》          | 何志武             | HK$7,479,705  |
| 1995年 | 《臭屁王》            | 阿武               | HK$3,955,293  |
| 1995年 | 《中國龍》            | 郝湯姆             | HK$7,867,338  |
| 1995年 | 《摩登笑探》          | 鄧川石             | HK$5,105,405  |
| 1995年 | 《逃學戰警》          | 金英俊             | HK$4,557,523  |
| 1996年 | 《冒險王》            | 阿城               | HK$13,847,413 |
| 1996年 | 《天涯海角》          | 那口蟲             | HK$5,404,462  |
| 1996年 | 《泡妞專家》          | 王大利             | HK$296,390    |
| 1996年 | 《號角響起》          | 李大維             | HK$161,885    |
| 1997年 | 《初纏戀后的2人世界》 | 林家棟             | HK$1,374,355  |
| 1997年 | 《火燒島之橫行霸道》  | 楊重               | HK$3,046,488  |
| 1997年 | 《馬永貞》            | 馬永貞             | HK$3,015,200  |
| 1997年 | 《兩個只能活一個》    | 阿武               | HK$1,717,565  |
| 1997年 | 《迷離花劫》          | 若侍武弘           | HK$116,830    |
| 1997年 | 《神偷諜影》          | Jackal             | HK$11,972,19  |
| 1998年 | 《我的愛人你的死神》  | Kenji              | HK$84,110     |
| 1998年 | 《安娜瑪德蓮娜》      | 陳家富             | HK$7,805,160  |
| 1998年 | 《不夜城》            | 劉健一             | HK$2,495,889  |
| 1999年 | 《心動》              | 林浩君             | HK$12,463,633 |
| 2000年 | 《薰衣草》            | 天使               | HK$14,554,221 |
| 2000年 | 《》                  | 西山保             | 香港未上映    |
| 2002年 | 《》                  | 宮本               | HK$2,704,232  |
| 2003年 | 《向左走·向右走》     | 劉智康             | HK$13,912,345 |
| 2004年 | 《十面埋伏》          | 金捕頭             | HK$14,296,602 |
| 2005年 | 《如果·愛》           | 林見東             | HK$14,218,402 |
| 2006年 | 《傷城》              | 丘健邦             | HK$20,062,814 |
| 2007年 | 《投名狀》            | 姜午陽             | HK$27,919,869 |
| 2008年 | 《死神的精準度》      | 死神千葉           | 香港未上映    |
| 2008年 | 《赤壁》              | 諸葛亮             | HK$24,258,591 |
| 2008年 | 《K20：怪人二十面相》 | 遠藤平吉           | HK$982,467    |
| 2009年 | 《赤壁：決戰天下》    | 諸葛亮             | HK$23,713,573 |
| 2011年 | 《武俠》              | 徐百九             | HK$8,052,152  |
| 2014年 | 《太平輪：亂世浮生》  | 嚴澤坤             | HK$2,278,255  |
| 2015年 | 《太平輪：驚濤摯愛》  | 嚴澤坤             | HK$55,995     |
| 2016年 | 《擺渡人》            | 管春               | HK$3,350,064  |
| 2017年 | 《喜歡．你》          | 路晉               | HK$1,319,871  |
| 2025年 | 《風林火山》          | 李霧童             |               |

### 配音
| 年份   | 電影名稱 | 角色                               | 備註           |
| 1999年 | 《泰山》 | 泰山（配音臺灣版、香港版、日本版） | 迪士尼動畫電影 |

### 電視劇
| 日期   | 電視台     | 劇名                         | 角色          |
| 1991年 | 華視       | 《草地狀元》（鄉土劇）       | 陳乃建        |
| 1995年 | 富士電視台 | 《聖誕前夕的奇蹟》（單元劇） | 吳鐘明        |
| 1998年 | 富士電視台 | 《神啊！請多給我一點時間》   | 石川啟吾      |
| 2000年 | 富士電視台 | 《二千年之戀》               | 尤利·馬洛耶夫 |
| 2002年 | 日本電視台 | 《黃金保齡球》               | 芥川周        |

### 電玩遊戲配音
| 年份   | 遊戲                                 | 角色       |
| 2001年 | 《鬼武者》（PS2遊戲）                | 明智左馬介 |
| 2003年 | 《鬼武者 無頼伝》（PS2遊戲）         | 明智左馬介 |
| 2004年 | 《鬼武者3》（PS2遊戲）               | 明智左馬介 |
| 2019年 | 《鬼武者 高清移植版》（PC、PS4遊戲） | 明智左馬介 |

### 紀錄片
| 年份   | 類型   | 電視台 | 語言       | 名稱                                       |
| 2003年 | 紀錄片 | NHK    | 英語、日語 | 《金城武南極探險之旅 金城武の極地任務》DVD |

## 電視廣告
台灣部分：
- 1989年 KIWI康來奇異果蘇打汽水
- 1992年 黑松沙士 放生篇（黑松沙士）
- 1993年 Hito伊的 面皰專用洗面乳（Hito伊的洗面乳）
- 1993年 雪露乳酸飲料 溜冰篇（維他露飲料）與徐熙媛（大S）合演
- 1996年 曼秀雷敦護唇膏（曼秀雷敦小護士）
- 1997年 寶礦力水得清涼飲料（寶礦力水得飲料）
- 1999年 易利信 Ericsson T-18 拉麵篇 （易利信T18手機）
- 1999年 易利信 Ericsson T-18 溝通篇 （易利信T18手機）
- 1999年 易利信 Ericsson T-28 （易利信T28手機）
- 1999年 易利信 Dear Heart 心靈聲音傳遞篇（易利信手機） 與島田典子合演
- 2001年 易利信 鯊魚潮R310 衝浪篇 （易利信R310手機）
- 2001年 易利信 Ericsson T68 誰偷親金城武 （易利信T68手機）
- 2002年 Mitsubishi Galant 月光篇（三菱汽車）
- 2002年 JAA旅遊廣告 台灣列車篇（日本亞細亞航空） 與志村健合演
- 2003年 JAA旅遊廣告 台灣旅遊篇（日本亞細亞航空） 與志村健合演
- 2003年 白蘭氏四物雞精（白蘭氏雞精）
- 2011年 均衡也是你身體的道理（波蜜果菜汁）
- 2013年 I SEE YOU（EVA Air長榮航空）
- 2014年 中華極速4G X中華電信4G形象 （中華電信）
- 2019年 御茶園全新廣告 （御茶園飲料）
- 2021年 天堂2M 對戰篇（天堂2M手機遊戲）

## 音樂作品

### 音樂專輯
| 發行日期               | 專輯名稱             | 發行公司   | 語 言            | 曲 目 |
| ---------------------- | -------------------- | ---------- | ---------------- | --- |
| 1992年（臺灣）         | 《分手的夜裡》       | 寶麗金唱片 | 國語、臺語       | 曲目 1. 分手的夜裡 2. 無照青春 3. 瀟灑的走開 4. 遠方的櫻花雨 5. 夏天的代誌 6. Still Love You 7. 同班同學 8. Tokyo Blues 9. 一零八響鐘聲 10. 阮不知                                                         |
| 1993年（臺灣）         | 《只要你和我》       | 寶麗金唱片 | 國語             | 曲目 1. 只要你和我 2. 因為愛你 3. 回頭看你 4. 等等我 5. Be My Girl 6. 愛得沒把握 7. 菊子姑娘 8. 說謊的眼睛 9. 好朋友 10. 跟你說晚安                                                                        |
| 1993年（香港）         | 《可依靠的好朋友》   | 新藝寶唱片 | 國語             | 曲目 1. 只要你和我 2. 因為愛你 3. 分手的夜裡 4. 愛得沒把握 5. BE MY GIRL 6. 好朋友 7. 等等我 8. 說謊的眼睛 9. 同班同學 10. 回頭看你 11. 跟你說晚安                                                         |
| 1994年（臺灣）         | 《溫柔超人》         | 寶麗金唱片 | 國語             | 曲目 1. 溫柔超人 2. Let's Fall In Love 3. 付出真情意 4. 是不是要把天氣記載下來 5. 甜心就是你 6. 鮮花禮物情人節 7. 千個誘惑 8. 天空灰灰的 9. 就是你 10. 痛在心裡面                                          |
| 1994年（香港）         | 《失約》             | EMI唱片    | 粵語、國語、日語 | 曲目 1. 失約 2. 回頭可否再相愛 3. 孤單裡等 4. 妄想 5. 分秒都想你 6. 戀心 7. Love Me Once Again 8. 來看我的天堂 9. 愛情 10. Cover Girl                                                                      |
| 1994年12月30日（臺灣） | 《標準情人》         | EMI唱片    | 國語             | 曲目 1. 標準情人 2. 不願是你的煩惱 3. 讓我對你說 4. 藍色的微笑 5. 落葉的季節 6. 純情的眼淚 7. 珍惜我的真心 8. 勇敢的說再見 9. 沒有愛情的晚上 10. Tell Laura I Love Her                                     |
| 1995年（香港）         | 《給我心愛的人》     | EMI唱片    | 粵語             | 曲目 1. 誰說不可以 2. 留念 3. 愛我吧 4. 仍然愛你不變 5. 燃燒激情 6. 給我心愛的人 7. 陽光情人 8. 我不想哭泣 9. 伴你一生 10. 幸運還是你                                                                      |
| 1995年（臺灣）         | 《偷偷的醉》         | EMI唱片    | 國語             | 曲目 1. 別再背著我哭 2. 深深愛你 3. 不願離開 4. 我和思念不見面 5. 心之路 6. 偷偷地醉 7. 愛在夏天燃燒 8. 寂寞的人最怕掉眼淚 9. 相信愛 10. 戀愛狂想曲                                                        |
| 1996年（臺灣）         | 《多苦都願意》       | EMI唱片    | 國語             | 曲目 1. 我愛的他有你的影子 2. 多苦都願意 3. 青空 4. 南迴歸線 5. 快樂些 6. 臺北Aniki 7. 愛得這麼多 8. 因為你 9. New Day Of The City 10. 我的淚                                                              |
| 1996年（臺灣）         | 《精選集memories》   | EMI唱片    | 國語、粵語       | 曲目 1. 失约 2. 回头可否再相爱 3. 孤單裡等 4. 妄想 5. 分秒都想你 6. 谁说不可以 7. 爱我吧 8. 仍然爱你不变 9. 阳光情人 10. 幸运还是你 11. 珍惜我的眞心 12. 標準情人 13. Tell Laura I Love Her 14. 让我对你说 |
| 1998年（香港）         | 《金城武的精選歌集》 | 千禧年代   | 國語、粵語、日語 | 曲目 1. 標準情人 2. 多苦都願意 3. 別再背著我哭 4. 不願是你的煩惱 5. 戀愛狂想曲 6. 偷偷的醉 7. 南迴歸線 8. 臺北Aniki 9. 勇敢的說再見 10. 深深愛你 11. Cover Girl 12. 回頭可否再相愛 13. 愛我吧 14. 陽光情人 |

### 單曲
| 年份   | 原聲帶名稱  | 歌曲                     | 備註                             |
| 1993年 | -           | 心之路                   | 台灣心路基金會公益歌曲           |
| 2005年 | 《如果·愛》 | 忘了我是誰（與周迅合唱） |                                  |
| 2005年 | 《如果·愛》 | 美麗故事（與池珍熙合唱） |                                  |
| 2005年 | 《如果·愛》 | 十字街頭（與周迅合唱）   | 獲第43屆金馬獎最佳原創電影歌曲獎 |
| 2005年 | 《如果·愛》 | 假如                     |                                  |

## 派台歌曲成績（香港地區）
| 派台歌曲四台上榜最高位置 | 派台歌曲四台上榜最高位置 | 派台歌曲四台上榜最高位置 | 派台歌曲四台上榜最高位置 | 派台歌曲四台上榜最高位置 | 派台歌曲四台上榜最高位置 | 派台歌曲四台上榜最高位置      |
| ------------------------ | ------------------------ | ------------------------ | ------------------------ | ------------------------ | ------------------------ | ----------------------------- |
| 唱片                     | 歌曲                     | 903                      | RTHK                     | 997                      | TVB                      | 備註                          |
| 1993年                   |                          |                          |                          |                          |                          |                               |
| 可依靠的好朋友           | 分手的夜裡               | -                        | -                        |                          | -                        |                               |
| 可依靠的好朋友           | 因為愛你                 | -                        | -                        |                          | -                        |                               |
| 可依靠的好朋友           | 只要你和我               | -                        | -                        |                          | -                        | OT：米米CLUB ~ 君がいるだけで |
| 1994年                   |                          |                          |                          |                          |                          |                               |
| 失約                     | 失約                     | -                        | -                        | -                        | 6                        | 首支粵語歌曲                  |
| 失約                     | 回頭可否再相愛           | -                        | -                        | -                        | -                        |                               |
| 1995年                   |                          |                          |                          |                          |                          |                               |
| 給我心愛的人             | 留念                     | -                        | -                        | -                        | -                        |                               |
| 給我心愛的人             | 給我心愛的人             | -                        | -                        | -                        | -                        |                               |

| 各台冠軍歌總數 | 各台冠軍歌總數 | 各台冠軍歌總數 | 各台冠軍歌總數 | 各台冠軍歌總數    |
| -------------- | -------------- | -------------- | -------------- | ----------------- |
| 903            | RTHK           | 997            | TVB            | 備註              |
| 0              | 0              | 0              | 0              | 四台冠軍歌總數：0 |

## 寫真集
- 『made in HEAVEN』（角川書店、1997年7月）ISBN 978-4048528023
- 『金城武寫真集　RYU★KENICHI』（角川書店、1998年5月）　ISBN 978-4048529327
- 『君のいた永遠(とき)』（角川書店、1999年9月）ISBN 978-4048531313
- 『金城武寫真集　Returner MIYAMOTO』（角川書店、2002年8月）ISBN 978-4048535465
- 『LOVERS　PHOTO BOOK』（角川書店、2004年9月）ISBN 978-4048537841
- 金城武寫真集　Chiba Takeshi Kaneshiro（角川書店、2008年3月）ISBN 978-4048949163

## 獎項紀錄
| 年份   | 獲提名                     | 獎項                                           | 結果 |
| ------ | -------------------------- | ---------------------------------------------- | ---- |
| 1993年 |                            | 第16屆香港十大中文金曲頒獎禮最有前途新人獎銀獎 | 獲獎 |
| 1996年 | 《墮落天使》               | 第2屆香港電影評論學會大獎最佳男演員            | 提名 |
| 1998年 | 《神啊！請多給我一點時間》 | 第18回日劇學院賞主演男優賞（最佳男主角）       | 獲獎 |
| 1999年 | 《安娜瑪德蓮娜》           | 第5屆香港電影評論學會大獎最佳男演員            | 提名 |
| 1999年 |                            | Élan d'or賞（日本電影電視製作人協會獎）特別賞  | 獲獎 |
| 2002年 | 《黃金保齡球》             | 第33回日劇學院賞主演男優賞（最佳男主角）       | 提名 |
| 2006年 | 《如果·愛》                | 第8屆中國長春電影節最佳男主角                  | 提名 |
| 2008年 | 《投名狀》                 | 第9屆中國長春電影節最佳男配角                  | 提名 |
| 2017年 | 《擺渡人》                 | 第54屆金馬獎最佳男主角                         | 提名 |
| 2017年 | 《喜歡.你》                | 第2屆金色銀幕獎                                | 獲獎 |

## 外部連結
- 福隆經紀公司金城武官方網頁 （页面存档备份，存于）
- 金城武：中文電影資料庫 （页面存档备份，存于）
- 金城武在香港影庫上的簡介
- 在AllMovie上金城武的頁面（英文）
- 金城武在互联网电影资料库（IMDb）上的資料（英文）
- 金城武在豆瓣上的资料（简体中文）
- 華文影史庫 金城武 簡介 （页面存档备份，存于）